# Marcelino Vargas
Marcelino Vargas (1921 –) paraguayi labdarúgókapus.